# Claude-François Ménestrier
Claude-François Ménestrier, född den 9  mars 1631 i Lyon, död den 21 januari 1705 i Paris, var en fransk jesuit, heraldiker och historiker. 
Ménestrier var en av sin tids största auktoriteter inom heraldiken och författade flera böcker i ämnet. Han korresponderade med Philipp Jakob Spener, vilken i likhet med Ménestrier stod för en vetenskaplig syn på heraldiken. Vid sidan om sitt heraldiska författarskap, skrev Ménestrier bland annat böcker i historiska ämnen, samt om musik och balett.

## Biografi
- L'Autel de Lyon, consacré a Louys Auguste, et placé dans le temple de la gloire. Ballet dédié à Sa Majesté en son entrée à Lyon, Lyon, Jean Molin, 1658
- Le véritable art du blason et l'origine des armoiries, Lyon, Benoît Coral, 1659
- Les Réjouissances de la paix, avec un recueil de diverses pièces sur ce sujet, Lyon, Benoît Coral, 1660
- Abbrégé méthodique des principes héraldiques, ou du Véritable art du blason, Lyon, Benoît Coral, 1661
- L'Art des emblèmes, Lyon, Benoît Coral, 1662
- Éloge historique de la Ville de Lyon et sa grandeur consulaire sous les romains & sous nos rois, Lyon, Benoît Coral, 1669
- Traité des tournois, joustes, carrousels et autres spectacles publics, Lyon, Jean Muguet, 1669
- Le Chemin de l'honneur, jeu d'armoiries, Lyon, Benoît Coral, 1672
- Les diverses especes de noblesse, et les manieres d'en dresser les preuves, Paris, Amaulry et Guignard, 1681
- Lettre d'un gentilhomme de province à une dame de qualité, au sujet de la comète, Paris, Michallet, 1681
- Des Représentations en musique anciennes et modernes, Paris, René Guignard, 1681
- Des Ballets anciens et modernes selon les règles du théâtre, Paris, René Guignard, 1682
- La Philosophie des images, composée d'un ample recueil de devises, Paris, de La Caille, 1682
- De la Chevalerie ancienne et moderne avec la manière d'en faire les preuves, Paris, de La Caille, 1683
- Des Décorations funèbres, où il est amplement traité des tentures, des lumières, des mausolées, catafalques, inscriptions et autres ornemens funèbres, Paris, de La Caille, 1683
- L'art des Emblèmes, où s'enseigne la morale par les figures de la fable, de l'histoire, & de la nature. Paris, de La Caille, 1684.
- La méthode du blason, Paris, Michallet, 1688
- Réfutation des prétendues prophéties de St Malachie, Paris, 1689
- Histoire du règne de Louis-Le-Grand par les médailles, emblèmes, devises, jetons, inscriptions, armoiries et autres monuments publics, Paris, B. Nolin, 1689 Online text
- Le jeu de cartes du blason, Lyon, Thomas Amaulry, 1692
- Les Divers Caractères des ouvrages historiques, avec le plan d'une nouvelle histoire de la ville de Lyon, Paris, J. Colombat, 1694
- La Philosophie des images énigmatiques, où il est amplement traité des énigmes, hiéroglyphiques, oracles, prophéties, sorts, divinations, loteries, talismans, songes…, Lyon, Jaques Lions, 1694
- Histoire civile ou consulaire de la ville de Lyon, justifiée par chartres, titres, chroniques, manuscrits, autheurs anciens & modernes, & autres preuves, avec la carte de la ville, comme elle étoit il y a environ deux siécles, Lyon, Jean-Baptiste & Nicolas de Ville, 1696
- La Nouvelle méthode raisonnée du blason, pour l'apprendre d'une manière aisée, réduite en leçons par demandes et par réponses, Lyon, Amaulry, 1696
- Décorations faites dans la ville de Grenoble, pour la réception de Mgr le duc de Bourgogne et de Mgr le duc de Berry, avec des réflexions et des remarques sur la pratique et les usages des décorations, Grenoble, A. Fremon, 1701 Online text
- Médaille présentée au Roi le jour de la fête de Saint Loüis l'an 1703, la LXIVe de son âge, s. l., 1703
- Bibliothèque curieuse et instructive des divers ouvrages anciens et modernes de littérature et des arts, Paris, Trevoux, 1704